# 니컬러스 길
니컬러스 길(영어: Nicolas Gill, 1972년 4월 24일~)은 캐나다의 유도 선수, 지도자이다. 올림픽에 4회 참가하여 1992년 하계 올림픽에서 동메달을 획득하며 캐나다 최초의 올림픽 유도 메달리스트가 되었으며, 2000년 하계 올림픽에서 은메달을 획득했다.